# Julio Baghy

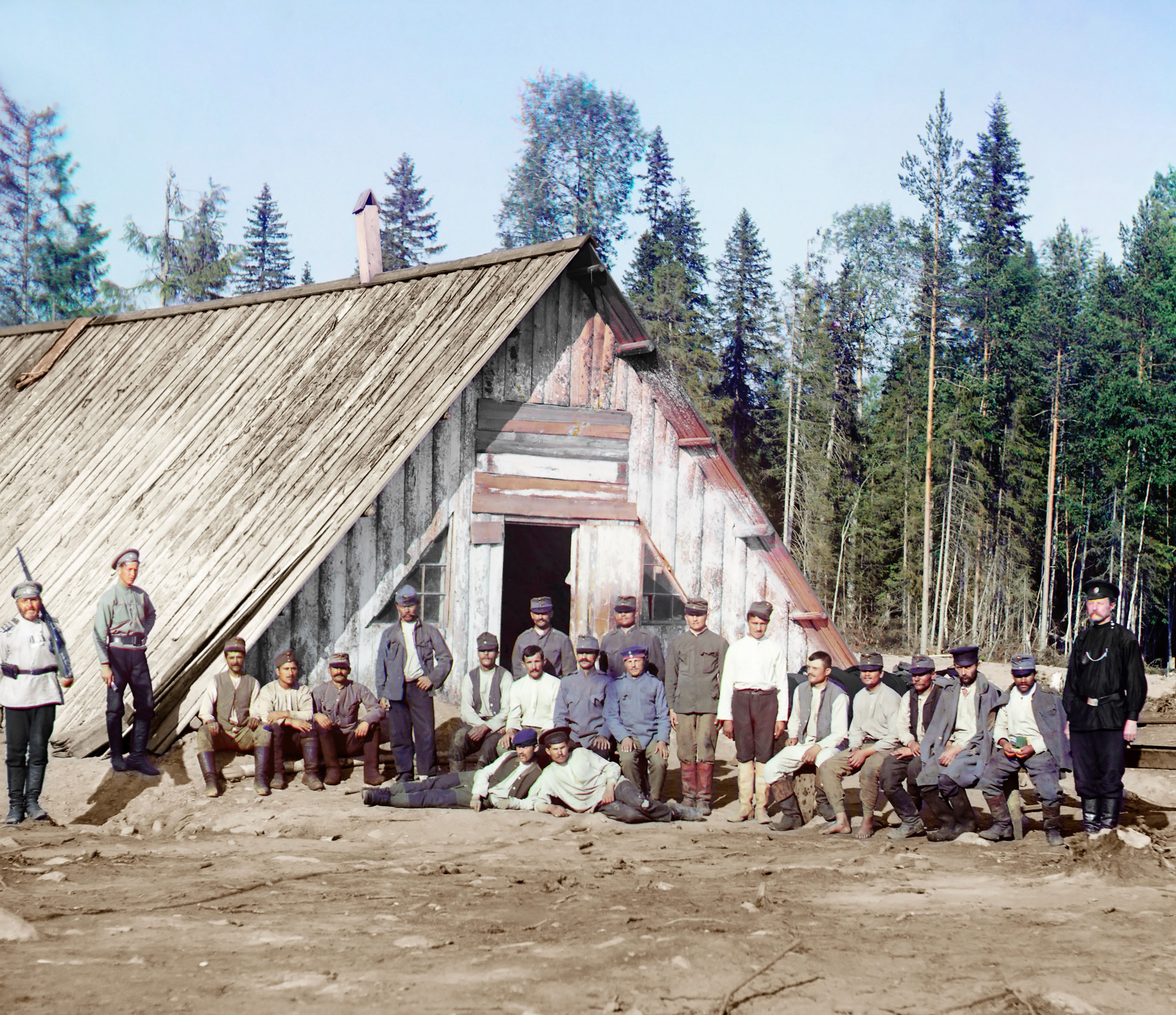
Rakouští váleční zajatci v Rusku, 1915

Julio Baghy (13. ledna 1891, Segedín – 18. března 1967, Budapešť) byl maďarský herec, režisér a jeden z předních autorů esperantského hnutí. Je autorem několika novel, ale své mistrné zvládnutí esperanta dokázal především na poli poezie. Jeho verše jsou plné lyriky, humanismu a veselé nálady. Jeho první velkou básnickou sbírkou je Preter la Vivo, z níž bylo mnoho básní zhudebněno.

## Život
Baghy pocházel z divadelní rodiny, jeho otec byl herec, matka dělala nápovědu v divadle. V roce 1911 se začal učit Esperanto. Během první světové války byl uvězněn na Sibiři, v zajateckém táboře, kde učil Esperanto válečné zajatce.
V zajetí strávil šest let (1915-1920), poté, co se vrátil domů, začal věnovat všechen svůj čas Esperantu, učil svoje přátele a vedl školení, pořádaná jak v tuzemsku, tak i v zahraničí.
Baghy byl také autorem učebnic a dlouhá léta druhým hlavním redaktorem (1922-1933) Kalocsay Kalmanova revue Literatura Mondo.
Přestože napsal několik románů, nejznámější je pro řadu svých básní psaných v Esperantu. V Esperantu vytvořil také drama - Number One z roku 1929, které bylo s velkým úspěchem představeno v Budapešti.

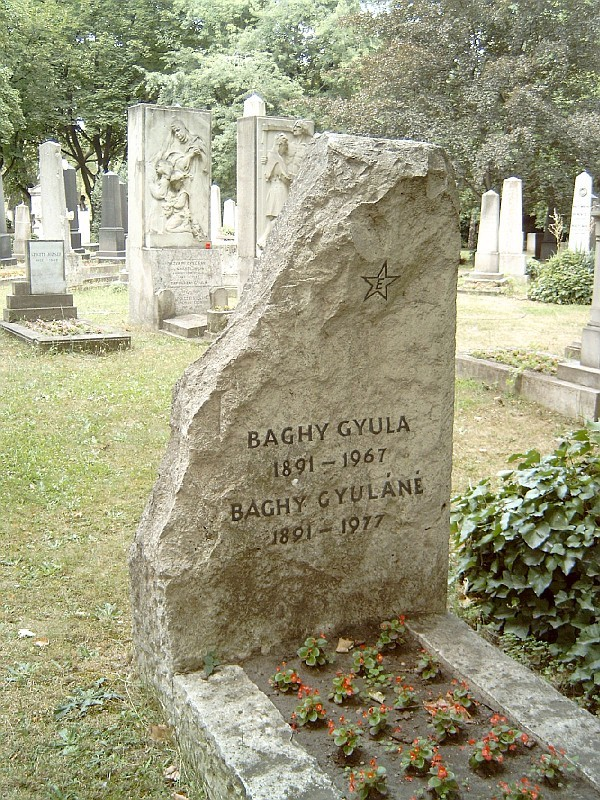
Hrob Baghyho a jeho manželky v Budapešti

### Sbírky básní
- Preter la vivo (Jak šel život)
- Pilgrimo (Putování)
- La vagabondo kantas (Tulák zpívá)
- Aŭtuno (Podzim)
- Foliaro (Listoví)

### Díla v próze
- Dancu marionetoj (Loutky ať tančí)
- Migranta plumo (Putující pero)

### Novely
- Printempo en aŭtuno (Jaro v podzimu)
- Verdaj donkihxotoj (Zelení donkichoti) – satira
- Teatra korbo (Divadelní koš)
- La verda koro (Zelené srdce)
- Koloroj (Barvy)
- Ĉielarko (Duha)
- Sonĝe sub pomarbo (Snění pod jabloní)
- En maskobalo (Na maškarním)
- Nik Nek kaj Kat Jen (Nik Nek a Kat Jen) – vlastně učebnice

### Romány
- Viktimoj (Oběti)
- Sur sanga tero (Na krvavé zemi) – sibiřské zážitky
- Hura! (Hurá) – jeho nejrozsáhlejší román, groteska a satira na lidskou společnost